# Eisenbahnunfall von Walpertskirchen
Bei dem Eisenbahnunfall von Walpertskirchen fuhr am frühen Morgen des 8. November 1951 ein Personenzug frontal auf einen Nahgüterzug auf. 16 Menschen starben, 41 wurden verletzt.

## Ausgangslage
Der damalige Bahnhof Walpertskirchen, heute nur noch Haltepunkt, liegt an der eingleisigen Bahnstrecke München–Simbach. Im Jahre 1951 gab es hier zwei Hauptgleise für Zugfahrten – ein Durchgangsgleis (Gleis 2) und ein Ausweichgleis (Gleis 1) – und einige Nebengleise, die dem örtlichen Güterverkehr dienten und von Gleis 1 abzweigten. Der Bahnhof war in der Regel mit nur einem Beamten pro Schicht besetzt, der alle Aufgaben wahrnahm, einschließlich der des Fahrdienstleiters. Der diensthabende Beamte befand sich am Ende seiner Nachtschicht, die um 6 Uhr enden sollte und offiziell um 21:00 Uhr des Vortages begonnen hatte. Er hatte allerdings seinen Dienst schon um 19:30 Uhr nach nur 4 ½ Stunden Schlaf begonnen, damit ein Kollege früher gehen konnte.
Um 5:12 Uhr traf – 45 Minuten verspätet – der mit 108 Achsen sehr lange Nahgüterzug (Ng) 9721 ein. Er begann zu rangieren, um zwei für Walpertskirchen bestimmte Güterwagen abzustellen. Das dauerte bis 5:25 Uhr. Die Rangierfahrt des Güterzuges endete aufgrund der Gleisgeometrie in Gleis 1. Durch die Verspätung des Güterzuges hätte dessen fahrplanmäßige Kreuzung mit dem aus Mühldorf kommenden und nach München fahrenden Personenzug (P) 1102 im Bahnhof Thann-Matzbach letzteren aufgehalten. Die Fahrdienstleiter vereinbarten deshalb, die Zugkreuzung in Walpertskirchen durchzuführen.
Das war nicht ungewöhnlich und kam hin und wieder vor. Dann stand der Güterzug auf Gleis 1, der Personenzug fuhr auf dem – vom Empfangsgebäude aus gesehen – äußeren Gleis, dem durchgehenden Gleis ein. Damit die Reisenden den Zug erreichen konnten – eine Fußgängerunterführung gab es hier nicht –, wurde der Güterzug getrennt und auseinandergezogen, so dass eine Lücke für die Reisenden entstand, um den Personenzug zu erreichen. Am 8. November 1951 war das allerdings nicht möglich: Der Güterzug war zu lang, um ihn auf diese Weise abstellen zu können. Deshalb wurde er auf Gleis 2 gestellt, wo er nicht getrennt werden musste und die Gleislänge deshalb ausreichte. Bei der Aufenthaltsdauer eines Zuges in einem Bahnhofsgleis, der 10 Minuten überschritt, hätte der Fahrdienstleiter die Hebel des Stellwerks mit einem Keil blockieren müssen, einem „Merkzeichen“, das ein Verstellen der Weichen und ein Vergessen des abgestellten Zuges verhindert. Das aber unterließ er, obwohl der Güterzug dort etwa 20 Minuten warten sollte.
Der Fahrdienstleiter des Bahnhofs Walpertskirchen teilte dem Kollegen in Thann-Matzbach mit, dass der Personenzug Gleis 1 nutzen sollte und veranlasste ihn, dem Lokomotivführer des Personenzugs einen schriftlichen Vorsichtsbefehl auszuhändigen, der die Einfahrt in Gleis 1 und die damit verbundene Geschwindigkeitsbegrenzung bei der Einfahrt in den Bahnhof auf 65 km/h enthielt, da Gleis 1 vom durchgehenden Strang des Gleises 2 abbog. Damit setzte sich der Personenzug in Bewegung, nachdem der Fahrdienstleiter von Thann-Matzbach ihn seinem Kollegen in Walpertskirchen angeboten hatte.

## Unfallhergang
Noch bevor der Beamte in Walpertskirchen die Fahrstraße einstellen konnte, erschien eine Frau am Fahrkartenschalter, um ihr Fahrrad in die Gepäckaufbewahrung einzustellen. Der Beamte stellte das Fahrrad dort hinein und brachte der Frau den Aufbewahrungsschein. Da fiel ihm ein, dass ja noch die Einfahrt für den Personenzug freizugeben war. Gewohnheitsgemäß, ohne an die besondere Situation dieses Morgens zu denken, stellte er die Weiche auf das durchgehende Gleis, was möglich war, weil kein Keil den Hebel sperrte, der ihn an den dort stehenden Güterzug erinnert hätte. Er ging dann Routinetätigkeiten nach: Er öffnete die Bahnsteigsperre für die Reisenden, kontrollierte Fahrkarten und ging anschließend wieder in sein Büro, um die Einfahrt des Zuges abzuwarten.
Aus etwa 700 Metern Entfernung sah der Lokomotivführer des Personenzuges, dass das Einfahrsignal nicht wie erwartet ein grünes und ein gelbes Licht für „Langsamfahrt“ zeigte, sondern ausschließlich grünes Licht. Zunächst vermutete er, dass das gelbe Licht ausgefallen sei. Er reduzierte, wie im Fahrbefehl vorgegeben die Geschwindigkeit auf 65 km/h und versuchte – es war noch dunkel – das Formsignal zu erkennen. Aber auch dieses zeigte – im Widerspruch zu dem Vorsichtsbefehl, den er in Händen hielt – uneingeschränkt „freie Fahrt“ (Hp 1). Im selben Moment erkannte er das Spitzensignal der Lokomotive des Güterzugs. Nach seinen Angaben habe er sofort eine Notbremsung eingeleitet. Bei der richterlichen Vernehmung verwickelte er sich in Widersprüche. Nach Zeugenaussagen wurde erst Sekunden vor dem Aufprall gebremst. Die Aufprallgeschwindigkeit und ab wann die Notbremsung eingesetzt hatte, blieben umstritten. Auch der anschließende Strafprozess brachte hier keine Aufklärung. Das Gericht sah allerdings auch keine Veranlassung, dem Lokomotivführer des Personenzuges eine Mitschuld anzulasten.
Verheerend wirkte sich aus, dass die 14 Kubikmeter Wasser im Tender der Lokomotive des Personenzuges bei dem Aufprall nach vorne schwappten, der Tender deshalb nach vorne kippte, der erste Personenwagen, ein preußischer Abteilwagen, sich unter den Tender schob und der den Aufbau des Wagens „abrasierte“. Hier kamen die meisten Menschen ums Leben.

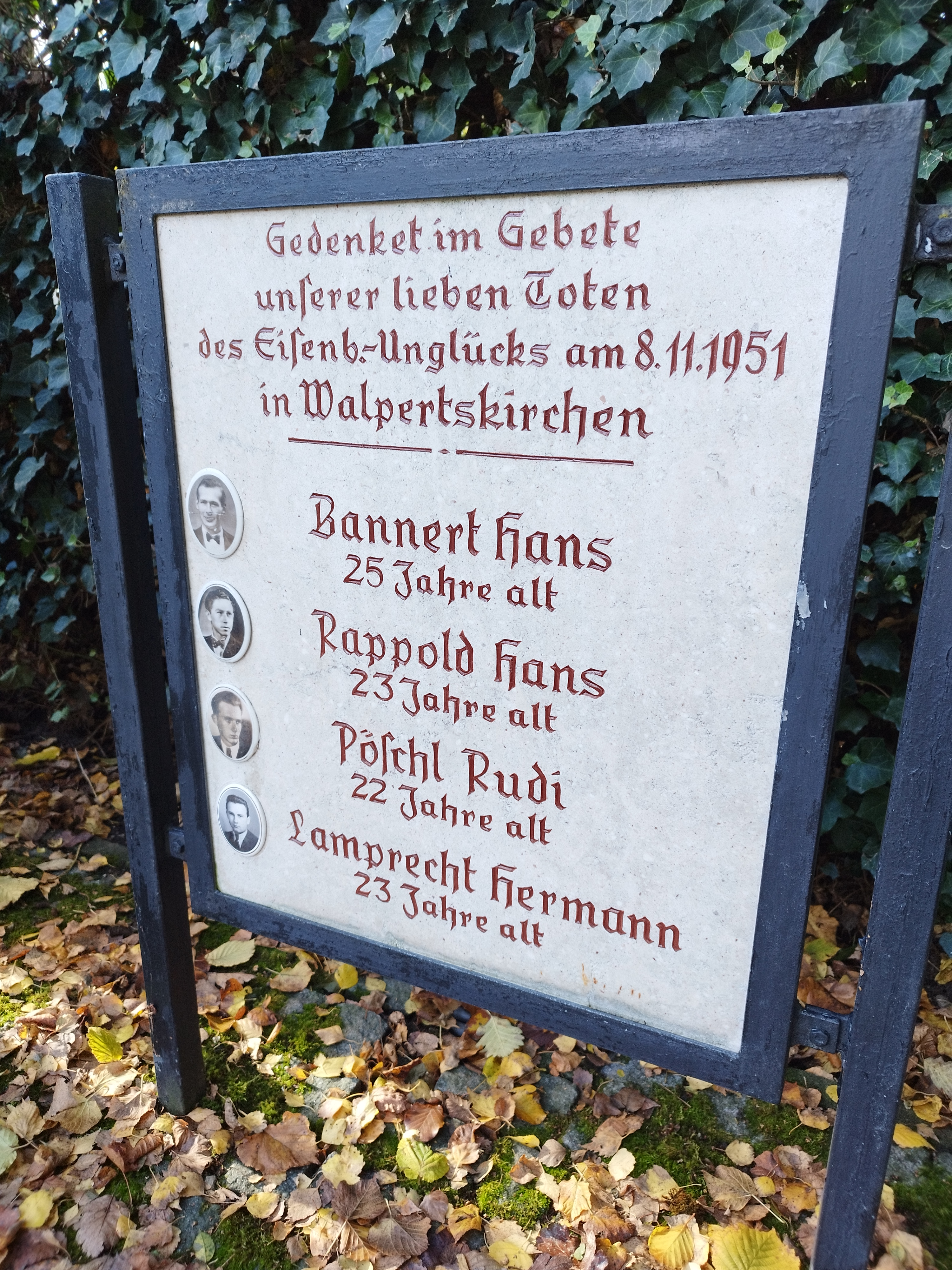
Gedenktafel für Opfer des Eisenbahnunglücks beim Kriegerdenkmal in Schwindegg

## Folgen
Bei dem Unfall starben 16 Menschen, 41 wurden verletzt. Es war der erste große Eisenbahnunfall der Deutschen Bundesbahn.
Bei den Rettungsarbeiten half auch die Militär-Feuerwehr des damals von der US-Luftwaffe betriebenen Flughafens Erding.
Um seine Anteilnahme auszudrücken, unterbrach der Deutsche Bundestag auf Veranlassung seines Vizepräsidenten Carlo Schmid die gerade laufende Sitzung.
Sowohl der Fahrdienstleiter als auch der Lokomotivführer des Personenzuges wurden in Untersuchungshaft genommen. Der Fahrdienstleiter wurde vor dem Landgericht München II angeklagt und zu 14 Monaten Gefängnis verurteilt. Zwar ging er dagegen in Revision, diese wurde aber vom BGH verworfen.